# Hylaeus nivicola
Hylaeus nivicola är en biart som beskrevs av Meade-waldo 1923. Hylaeus nivicola ingår i släktet citronbin, och familjen korttungebin. Inga underarter finns listade i Catalogue of Life.

## Bildgalleri

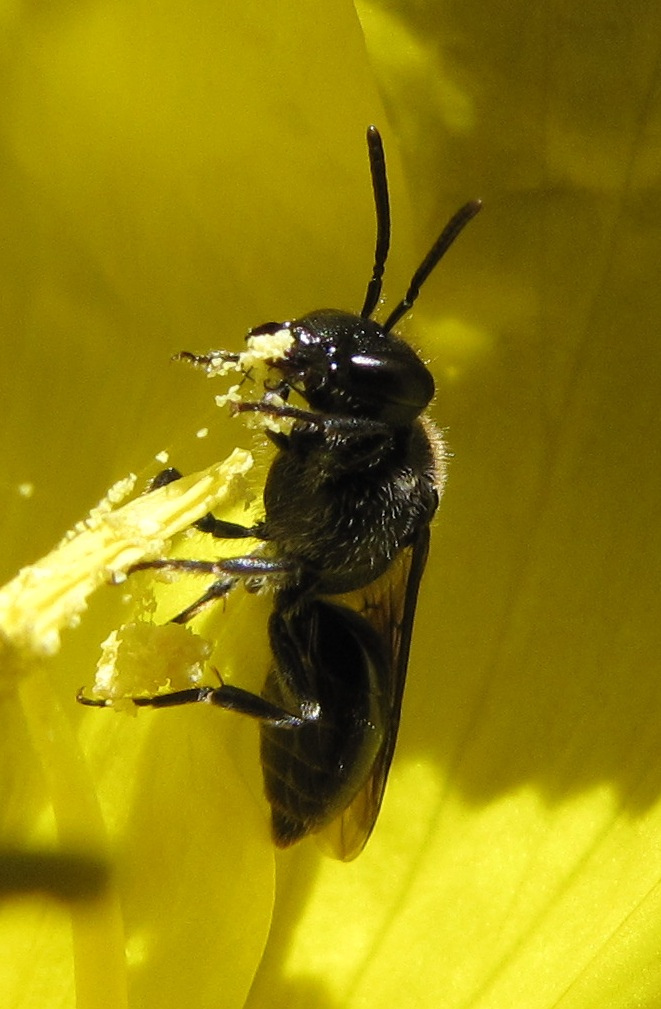